# دودة أوراق الزيتون الخضراء

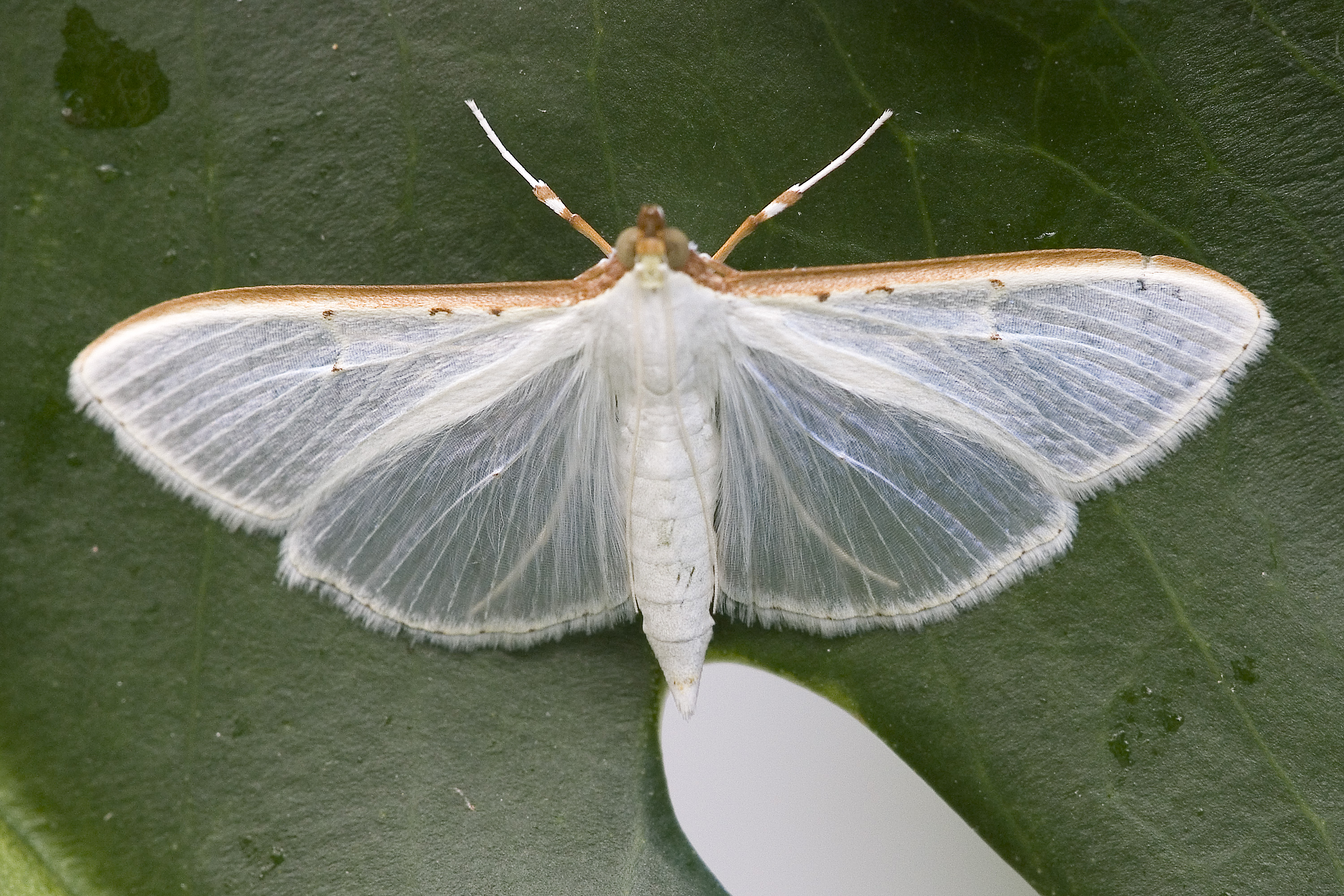

دودة أوراق الزيتون الخضراء أو فراشة الياسمين (الاسم العلمي: Palpita vitrealis)، هي حشرة تعتبر من آفات الزيتون الخطيرة، وتتغذى يرقاتها على أوراق الزيتون وأزهاره وعلى البراعم والثمار. يبلغ طول الفراشة من 11 – 16 ملم؛ وعرضها عند فرد أجنحتها على الجانبين 20 – 30 ملم، ولون جسمها وأجنحتها الأمامية والخلفية أبيض لامع؛ ولون اليرقة أخضر، يبلغ طولها عند اكتمال نموها نحو 2.5 ملم، وتوجد على حلقاتها الصدرية والبطنية وعلى رأسها شعيرات مصفرة، يبدأ نشاط هذه الحشرة في فصل الربيع، ويستمر حتى شهر تشرين أول. تتغذى يرقاتها على أوراق الزيتون ونمواته الحديثة الغضة فتدمرها. كما تهاجم البراعم الزهرية، الأمر الذي يتسبب في سقوطها قبل عقد الثمار.
وصف دقيق للحشرة :
يبلغ طول الفراشة من 11 – 16 ملم؛ وعرضها عند فرد أجنحتها على الجانبين 20 – 30 ملم، ولون جسمها وأجنحتها الأمامية والخلفية أبيض لامع؛ ولون اليرقة أخضر، يبلغ طولها عند اكتمال نموها نحو 2.5 ملم، وتوجد على حلقاتها الصدرية والبطنية وعلى رأسها شعيرات مصفرة، وتضع الأنثى البيض فردي أو في مجاميع على سطح الأوراق، ويفقس البيض بعد 3 أيام وتخرج يرقات صغيرة تتغذى على الأوراق ولها 6 أعمار يرقية، ويبلغ مدة الطور اليرقي 16 يوم (تقل لتصل إلى 12-13 يوم بسبب مواتية الظروف المناخية هذا الموسم)، كما أن للحشرة 5 أجيال في العام (متوقع زيادة عدد الاجيال هذا الموسم لتصل إلى 7-8 اجيال) .

## مكافحة الحشرة
تحارب هذه الحشرة عن طريق التقليم الجيد والحرث العميق أو المتوسط، وجمع الثمار المصابة والساقطة على الأرض تحت الأشجار وفصلها عن الثمار السليمة وإتلافها بما فيها من يرقات. كذلك تستخدم المكافحة البيولوجية للقضاء على الآفة، حيث تم تجريب بكتيريا (Bacillus thuringiensis (BT في مكافحة يرقات هذه الآفة. وتصل نتيجة هذه الطريق للقضاء على 90-95 % من الحشرات.
ما هي علاقة ديدان براعم الزيتون بدورة النمو في اشجار الزيتون ؟
أوضحت حسابات الاحتياجات الحرارية المتجمعة اللازمة لتطور أجيال حشرة دودة أوراق الزيتون الخضراء والتي تسمى أيضاً فراشة الياسمين Palpita vitrealis عن زيادة في تعداد وأجيال هذه الحشرة على أشجار الزيتون في جميع مناطق زراعة الزيتون بمصر، وتعتبر هذه الآفة من آفات الزيتون الخطيرة، والتي تتغذى يرقاتها على أوراق الزيتون وأزهاره وعلى البراعم والثمار.